# Női 50 méteres gyorsúszás a 2017-es úszó-világbajnokságon
A 2017-es úszó-világbajnokságon a női 50 méteres gyorsúszás versenyszámának döntőjét Budapesten rendezték, a Duna Arénában. A győztes a svéd Sarah Sjöström lett.